# Еладіо Вікторія
Еладіо Вікторія-і-Вікторія (30 липня 1864 — 27 липня 1939) — домініканський політик, президент країни 1911–1912 років. Вступив на пост глави держави із початком в країні громадянської війни.